# Wendy Raquel Robinson
Wendy Raquel Robinson (Los Angeles, 25 luglio 1967) è un'attrice statunitense.

## Biografia
Nata a Los Angeles diventa nota al pubblico americano con la sua carriera di Showgirl e per poi diventare famosa a livello internazionale con le serie televisive Tutti a casa di Ron e The Steve Harvey Show. Successivamente si cimenta al cinema con varie produzioni americane di successo tra cui Miss Detective. Dal 2006 è nel cast della fortunata serie The Game.

## Filmografia parziale

### Cinema
- The Walking Dead, regia di Preston A. Whitmore II (1995)
- La linea sottile tra odio e amore (A Thin Line Between Love and Hate), regia di Martin Lawrence (1996)
- Ringmaster, regia di Neil Abramson (1998)
- Miss Detective (Miss Congeniality), regia di Donald Petrie (2000)
- Un gioco per due (Two Can Play That Game), regia di Mark Brown (2001)
- With or Without you, regia di G. Stubbs (2003)
- Mind Games, regia di Adrian Carr (2003)
- Un allenatore in palla (Rebound), regia di Steve Carr (2005)
- Something New, regia di Sanaa Hamri (2006)
- 35 and Ticking, regia di Russ Parr (2011)
- He's Mine Not Yours, regia di Roger Melvine (2011)

### Televisione
- Me and the Boys – serie TV, episodio 1x01 (1994)
- Tutti a casa di Ron (Minor Adjustments) – serie TV, 20 episodi (1995-1996)
- The Steve Harvey Show – serie TV, 122 episodi (1996-2002)
- All of Us – serie TV, episodi 2x09-2x15-2x17 (2004-2005)
- The Game – serie TV, 111 episodi (2006-2015)
- Grey's Anatomy – serie TV, episodio 6x19 (2010)
- Glenn Martin DDS – serie animata, episodi 2x16-2x24 (2010-2011) – voce
- Malibu Country – serie TV, episodio 1x01 (2012)
- Descendants – film TV, regia di Kenny Ortega (2015)
- Grand Hotel – serie TV, 13 episodi (2019)

## Doppiatrici italiane
Nelle versioni in italiano delle opere in cui ha recitato, Wendy Raquel Robinson è stata doppiata da:
- Claudia Razzi in Grey's Anatomy
- Domitilla D'Amico in Something New
- Laura Romano in MacGyver
- Rachele Paolelli in Grand Hotel